# فردریک بیزر
فردریک چارلز بیزر ( ‎/ˈbaɪzər/‎ ؛ زاده 27 نوامبر 1949)، فیلسوف آمریکایی و استاد فلسفه در دانشگاه سیراکیوز است. وی از برجسته ترین محققان انگلیسی‌زبان ایده‌آلیسم آلمانی است . بیزر علاوه بر نوشته های خود در مورد ایدئالیسم آلمان ، در مورد رمانتیک های آلمان و فلسفه انگلیس در قرن نوزدهم نیز آثاری دارد. وی برای تحقیقات خود در سال 1994 یک بورس تحصیلی گوگنهایم دریافت کرد  و در سال 2015 نشان افتخار جمهوری فدرال آلمان را دریافت کرد. 